# Amtsgericht Hilpoltstein

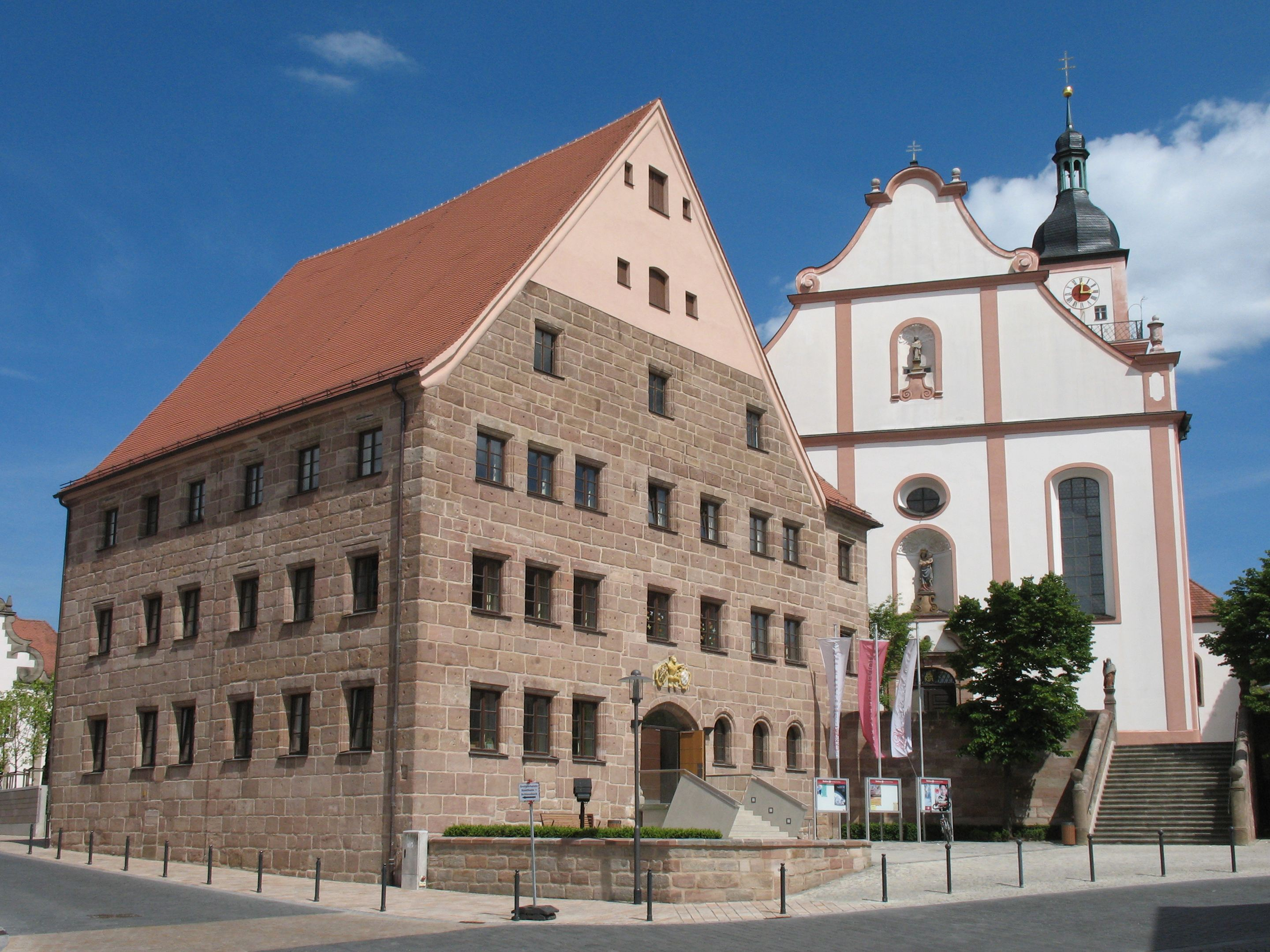
Ehemaliges Amtsgebäude (2014)

Das Amtsgericht Hilpoltstein war ein von 1879 bis 1973 bestehendes bayerisches Gericht der ordentlichen Gerichtsbarkeit mit Sitz in der mittelfränkischen Stadt Hilpoltstein, das in der ehemaligen Herzoglichen Residenz untergebracht war. Das Gericht wurde als Zweigstelle des Amtsgerichts Schwabach bis 31. Dezember 2007 weitergeführt.

## Geschichte
Anlässlich der Einführung des Gerichtsverfassungsgesetzes am 1. Oktober 1879 wurde in Hilpoltstein ein Amtsgericht errichtet, dessen Sprengel weitgehend dem des schon vorher existierenden Landgerichts Hilpoltstein entsprach:
- Aberzhausen mit Kolbenhof und Kippenwang
- Allersberg mit Dockenmühle, Harrhof
- Altenfelden mit Appelhof
- Birkach mit Eichelburg, Fäßlesberg, Fischhof, Hasenbruck, Neubühl und Zwiefelhof
- Ebenried mit Heblesricht, Realsmühle, Stockach und Uttenhofen
- Eppersdorf mit Eisbühl, Eulenhof, Hünerhof, Reckenricht und Reckerstetten
- Fiegenstall mit Göppersdorf und Raisach
- Göggelsbuch
- Guggenmühle mit Brunnau, Kleehof und Wagnersmühle
- Hagenbuch mit Häusern und Holzi
- Harrlach mit Finstermühle
- Heideck mit Kreuth und Nächstmühle
- Heuberg mit Altenhofen, Auholz, Aumühle, Grashof, Knabenmühle, Kronmühle, Leesmühle, Lochmühle, Paulusmühle, Pollsdorf, Seitzenmühle, Stephansmühle, Stückgut und Weiherhaus
- Hilpoltstein mit Fuchsmühle, Löffelhof, Lottershof, Schobermühle und Schweizermühle
- Hofstetten mit Marquartsholz und Schrötzenhof
- Jahrsdorf mit Krohenhof
- Karm mit Meilenbach
- Laffenau mit Fichtenmühle, Höfen und Seiboldsmühle
- Laibstadt
- Lampersdorf mit Eismannsdorf, Riedersdorf und Schönbrunn
- Lay mit Tandl
- Liebenstadt mit Altenheideck, Haag, Rambach und Tautenwind
- Mannholz
- Meckenhausen mit Federhof, Kauerlach und Rabenhof
- Michelbach mit Rothenhof, Rumleshof
- Mindorf mit Heindlhof und Zereshof
- Minettenheim
- Mischelbach mit Heinzenmühle, Kemnathen, Kleinweingarten, Sandsee und Utzenmühle
- Mörlach mit Bischofsholz
- Mörsdorf mit Braunshof und Schöllnhof
- Ohlangen mit Rabenreuth
- Patersholz mit Eibach
- Pierheim
- Reuth
- Röttenbach mit Niedermauk
- Rudlezholz
- Schloßberg
- Selingstadt
- Sindersdorf
- Solar mit Grauwinkel und Schafhof
- Tiefenbach mit Lochmühle und Oberrödel
- Unterrödel mit Rothenmühle und Weihersmühle
- Walting mit Engelreuth und Roxfeld
- Weinsfeld
- Zell

Die nächsthöhere Instanz war bis zum 1. Oktober 1944 das Landgericht Eichstätt, danach das Landgericht Nürnberg-Fürth.
Am 3. Januar 1946 wurde das Amtsgericht Greding zur Zweigstelle des Amtsgerichts Hilpoltstein herabgestuft und dies 1956 noch einmal bestätigt. Am 1. Juli 1959 erfolgte auf Anordnung des Bayerischen Staatsministers der Justiz die Auflösung dieser Zweigstelle. Das Amtsgericht Hilpoltstein wurde zum 1. Juli 1973 aufgelöst und als Zweigstelle des Amtsgerichts Schwabach weitergeführt. Die Zweigstelle wurde mit Ablauf des Jahres 2007 aufgelöst.